# Jerzy Putrament

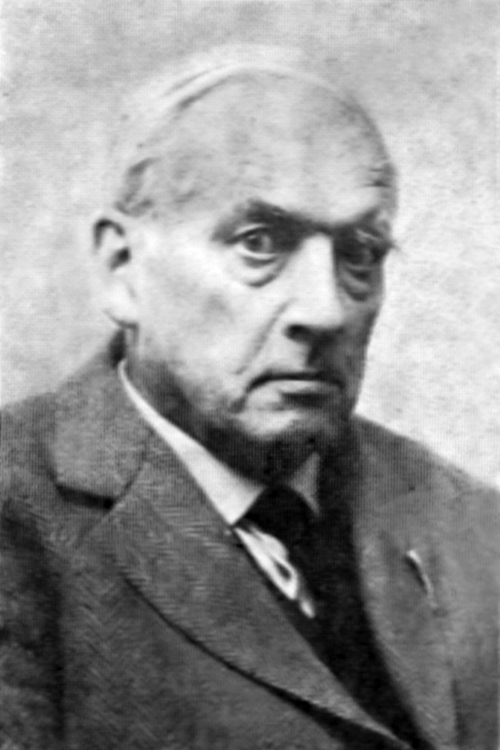
Jerzy Putrament

Jerzy Putrament (* 14. November 1910 Minsk; † 23. Juni 1986 Warschau) war ein polnischer Schriftsteller, Dichter und Publizist. Er war seit den 1930er Jahren Mitglied der Kommunistischen Partei.

## Leben
Jerzy Putrament hatte sein poetisches Debüt im Jahre 1932 und gehörte der literarischen Gruppe Żagary an. Im Buch Verführtes Denken von Czesław Miłosz wird Putrament unter dem Decknamen Gamma beschrieben (als „Sklave der Geschichte“ gezeichnet).
Putrament nahm am Zweiten Weltkrieg in den polnischen Truppen der Roten Armee teil, wurde ein führendes Mitglied im „Bund Polnischer Patrioten“ (ZPP) in der UdSSR nach dem Krieg und arbeitete als Diplomat der Polnischen Volksrepublik: 1945–47 als Gesandter in der Schweiz, danach bis 1950 als Botschafter in Paris. Er war zu dieser Zeit auch ein führender Literaturfunktionär. Von 1966 bis 1971 arbeitete er als Redakteur des „Miesięcznik Literacki“. Er blieb ein überzeugter Kommunist und Mitglied des ZK der Polnischen Vereinigten Arbeiterpartei bis 1982.
Von 1954 bis 1957 und von 1963 bis 1973 war Jerzy Putrament Präsident des Polnischen Schachverbandes (Polski Związek Szachowy).

## Werke in deutscher Übersetzung
- Wirklichkeit. Roman. Berlin: Verlag Volk und Welt 1953.
- September. Roman. Volk und Welt 1957.
- Der Hochverräter. Erzählungen. Volk und Welt 1961.
- Die Stiefkinder. Roman. Hamburg: Claassen-Verlag 1970.
- Das Tierchen. In Hans Marquardt Hg.: Tiergeschichten aus aller Welt. Illustrator Hermann Naumann. Verlag Modernes Antiquariat VMA (Fourier), Wiesbaden 3. Aufl. 1980 (zuerst: Los Toros. Greifenverlag, Rudolstadt 1971), S. 291–309; Kurzbiografie des Autors S. 338.
- Der Trauermantel. Kriminalroman. Volk und Welt 1971.
- Der Keiler. Roman. Hamburg: Claassen 1971.
- Der General. Roman. Volk und Welt 1973.
- An Flüssen und Seen. Anglergeschichten. Volk und Welt 1975.
- Akropolis. Roman. Volk und Welt 1977.
- Ein halbes Jahrhundert. Memoiren. 4 Bände. Berlin: Volk und Welt 1982–1984.